# Paisley (Oregón)
Paisley es una ciudad situada en el condado de Lake, Oregón, Estados Unidos. Tiene una población estimada, a mediados de 2023, de 255 habitantes.

## Geografía
La localidad está ubicada en las coordenadas 42°41′33″N 120°32′43″O / 42.69250, -120.54528 (42.692535, -120.545275).

## Demografía
Según la estimación 2018-2022 de la Oficina del Censo, los ingresos medios de los hogares de la localidad son de $44,609 y los ingresos medios de las familias son de $61,750. Alrededor del 11.7% de la población está por debajo de la línea de pobreza.